# Seraq Masere
Seraq Masere (amharisch ጸራቅ መአሰሬ oder ጽራቅ ማሰሬ) war im kaiserlichen Äthiopien der Titel eines Zeremonienmeisters am kaiserlichen Hof. Der Titel ist seit Kaiser Amda Seyon (1314–1344) bekannt. Zu seinen Pflichten gehörte es, hohe Gäste zum Kaiser zu geleiten und sie zu bewirten. Bei der Krönung eines neuen Kaisers wurde diesem vom Seraq Masere die Krone aufgesetzt. Außerdem war der Seraq Masere Mitglied des Richterkollegiums am kaiserlichen Hof. Mit dem Ende der Monarchie ist der Titel erloschen.